# Castello di Melgund
Il castello di Melgund (in inglese Melgund Castle) è un castello fortificato situato nel villaggio scozzese di Melgund (dintorni di Aberlemno),  nell'area amministrativa dell'Angus, e realizzato nella metà del XVI secolo, ma che presenta elementi risalenti forse al XV secolo.

## Storia
Nel corso del XVI secolo, il territorio di Melgund, precedentemente di proprietà della famiglia Cramond, era di proprietà della famiglia Beaton. Il territorio di North Melgund venne poi ceduto da Janet Annand, vedova di James Beaton, al cognato, il cardinale David Beaton, arcivescovo di St Andrews: quest'ultimo ordinò nell'estate del 1543, come regalo per la sua quarta moglie, Marion Olgive (figlia di Sir James Olgive di Lintrathen), la costruzione di un castello, forse realizzato sulle rovine di una struttura preesistente, come ipotizzato dallo studioso Charles McKean.
Il castello di Melgund venne menzionato per la prima volta il 21 aprile 1545 in un documento in cui si legge Apud North-Melgund, e successivamente nel 1547 in un documento in cui si legge lie Manis et maneriem de
North-Melgund.
Nel corso del XVII secolo, la proprietà di Melglund e del castello passò nelle mani delle famiglia Huntly e, successivamente, nelle mani delle famiglie Maule, Murray e Elliot. Gli Elliot, conti di Minto, rimasero proprietari del castello fino al 1990.
In seguito, tra il 1991 e il 1996, nell'area attorno al castello, vennero effettuati numerosi scavi archeologici sotto la sopervisione della Scotia Archeology Limited.

## Architettura
Il castello si erge lungo la sponda sinistra del Melgund Bank. Le parti rimanenti del castello sono una torre le cui origini potrebbero risalire al XV secolo e l'ala occidentale con pianta a forma di "L".

## Leggende
Secondo la leggenda, nel castello si aggirerebbe il fantasma del suo costruttore, il cardinale David Beaton, morto assassinato nel 1446.